# Holden Commodore
Holden Commodore är en personbil, tillverkad i fyra generationer av den australiensiska biltillverkaren Holden sedan 1978.

## Holden VB/VC/VH/VK/VL (1978-88)
Holden hade planerat att avlösa Kingswood-modellen med ännu en egen konstruktion, men den bistra ekonomiska situationen efter oljekrisen 1973 tvingade företaget att hitta en samarbetspartner inom GM-familjen. Valet föll på Opel, vars Rekord-modell ansågs mest lämplig. Holden behöll större delen av karossen, men motorerna hämtades från företrädaren. För att få plats med dessa stora motorer kombinerades Rekord-karossen med det större motorutrymmet och framvagnen från Opel Senator. Opels antika styrsnäcka ersattes med en modern kuggstångsstyrning och hela bilen förstärktes för att klara av vägarna på Australiens landsbygd.
Holden Commodore var mindre än företrädaren, men tack vare en effektivare paketering var innerutrymmena fullt jämförbara. Bilen såldes i tre utrustningsversioner:
- Holden Commodore
- Holden Commodore SL
- Holden Commodore SL/E

### VB
Holden VB introducerades i oktober 1978. I juli 1979 tillkom en kombi-version, men någon ”Ute” (pick up) dök aldrig upp under första generationen.

### VC
Holden VC introducerades i mars 1980. Motorerna hade uppgraderats, med högre effekt som följd och i spåren av oljekrisen 1979 infördes en fyrcylindrig basmotor från Holden Sunbird.

### VH
Holden VH introducerades i september 1981. Det var bara en lätt ansiktslyftning, men de minsta motorerna kunde nu fås tillsammans med en femväxlad växellåda.

### VK
Holden VK introducerades i mars 1984. Karossen modifierades för att se större ut, med en ny taklinje med ett tredje sidofönster i C-stolpen och ett nytt bagagerum. De minsta motorerna såldes inte längre på hemmamarknaden och den minsta V8-motorn var struken ur programmet. VK-modellen var också den sista att använda Holdens gamla sexa, som kunde räkna sitt ursprung till den första FX-modellen.
Modellutbudet omfattade nu fyra utrustningsversioner:
- Holden Commodore Executive
- Holden Commodore SS
- Holden Commodore Berlina
- Holden Calais

### VL
Holden VL introducerades i mars 1986. Bilen hade fått en helt ny front, men den stora skillnaden var att den gamla sexan ersatts av en modern motor, inköpt från japanska Nissan. Den fanns även med turbo, men Holdens egen V8 fanns kvar som alternativ. För exportmarknaden fanns även en fyrcylindrig Nissan-motor.

### Motor
| Modell             | Motor               | Cylindervolym | Effekt     | Bränslesystem             |
| ------------------ | ------------------- | ------------- | ---------- | ------------------------- |
| VC, VH             | 4-cyl radmotor ohv  | 1897 cm³      | 79 hk      | Enkel förgasare           |
| VB, VC, VH         | 6-cyl radmotor ohv  | 2834 cm³      | 99 hk      | Enkel förgasare           |
| VB, VC, VH, VK     | 6-cyl radmotor ohv  | 3298 cm³      | 107-113 hk | Enkel förgasare           |
| VB, VC, VH         | 8-cyl V-motor ohv   | 4140 cm³      | 136 hk     | Enkel förgasare           |
| VB, VC, VH, VK, VL | 8-cyl V-motor ohv   | 5044 cm³      | 160 hk     | Enkel förgasare           |
| VL                 | 6-cyl radmotor SOHC | 2962 cm³      | 155 hk     | Bränsleinsprutning        |
| VL                 | 6-cyl radmotor SOHC | 2962 cm³      | 204 hk     | Bränsleinsprutning, turbo |

## Holden VN/VP/VR/VS (1988-97)
Commodore fick ny kaross 1988, baserad på Opel Senator B, men tekniken byggde på företrädaren och bilen behöll sin stela bakaxel. Kombin hade nio cm längre hjulbas för större utrymmen. De raka sexorna hade nu ersatts av en V6:a från koncernbrodern Buick.

### VN
Holden VN introducerades i augusti 1988. För exportmarknaden fanns en fyrcylindrig motor från den mindre Camira. I september 1990 tillkom pick upen VG Utility, den första ”Ute”-varianten på Commodore-basis.

### VP
Holden VP introducerades i september 1991. Största förändringen var att Commodore SS och Calais fick individuell hjulupphängning bak, från Statesman-modellen.

### VR
Holden VR introducerades i juli 1993. Karossen modifierades, framvagnen fick bredare spårvidd och individuell hjulupphängning bak introducerades nu på alla sedan-modeller, medan kombin behöll den stela bakaxeln. På exportmarknaden ersattes den fyrcylindriga motorn av en sexa från Opel Omega. Modellutbudet omfattade nu fem utrustningsversioner:
- Holden Commodore Executive
- Holden Commodore Acclaim
- Holden Commodore SS
- Holden Berlina
- Holden Calais

### VS
Holden VS introducerades i april 1995. Det var bara en lätt ansiktslyftning, men Buick-sexan genomgick en grundlig uppdatering. Från september 1996 kunde den dessutom levereras med kompressor i den lyxiga Calais-modellen.

### Motor
| Modell         | Motor             | Cylindervolym | Effekt | Bränslesystem                  |
| -------------- | ----------------- | ------------- | ------ | ------------------------------ |
| VN, VP, VR     | 6-cyl V-motor ohv | 3791 cm³      | 170 hk | Bränsleinsprutning             |
| VN, VP, VR, VS | 8-cyl V-motor ohv | 4987 cm³      | 225 hk | Bränsleinsprutning             |
| VS             | 6-cyl V-motor ohv | 3791 cm³      | 200 hk | Bränsleinsprutning             |
| VS             | 6-cyl V-motor ohv | 3791 cm³      | 224 hk | Bränsleinsprutning, kompressor |
| VS             | 8-cyl V-motor ohv | 4987 cm³      | 252 hk | Bränsleinsprutning             |

## Holden VT/VX/VY/VZ (1997-2006)
1997 fick Commodore åter en ny kaross, den här gången baserad på Opel Omega B. Kombin byggde fortfarande på en längre hjulbas och hade nu även fått individuell hjulupphängning bak. För första gången på flera årtionden tillverkade Holden åter vänsterstyrda bilar för export även bortom de närmaste samväldesgrannarna. Bilarna såldes under andra märkesnamn, som Chevrolet Lumina i Mellanöstern och som Chevrolet Omega i Sydamerika.

### VT
Holden VT introducerades i september 1997. Motorerna hämtades från företrädaren, men från juni 1999 ersattes Holdens gamla V8-motor av en nyutvecklad V8 från GM i USA.

### VX
Holden VX introducerades i oktober 2000. Det var endast en lätt uppdatering av exteriör och interiör.

### VY
Holden VY introducerades i september 2002. Bilen fick modifierad kaross, med ny front och akter. Pick up-versionen fanns nu även i en fyrdörrarsversion, kallad Holden Crewman och kombin fanns i en fyrhjulsdriven crossover-version, kallad Holden Adventra. 
Modellutbudet utökades med en ny sportversion till budgetpris och personbilarna fanns nu i sex utrustningsversioner:
- Holden Commodore Executive
- Holden Commodore SV
- Holden Commodore Acclaim
- Holden Commodore SS
- Holden Berlina
- Holden Calais

### VZ
Holden VZ introducerades i augusti 2004. Den stora nyheten var att bilen nu fick en modern V6:a, med överliggande kamaxlar och fyra ventiler per cylinder. Mindre versioner av motorn används av koncernsyskon som Opel och SAAB, samt av Alfa Romeo. Från januari 2006 fick bilen den senaste generationens V8:or från USA.

### Motor
| Modell     | Motor              | Cylindervolym | Effekt | Bränslesystem                  |
| ---------- | ------------------ | ------------- | ------ | ------------------------------ |
| VT, VX, VY | 6-cyl V-motor ohv  | 3791 cm³      | 200 hk | Bränsleinsprutning             |
| VT, VX, VY | 6-cyl V-motor ohv  | 3791 cm³      | 233 hk | Bränsleinsprutning, kompressor |
| VT         | 8-cyl V-motor ohv  | 4987 cm³      | 225 hk | Bränsleinsprutning             |
| VX, VY, VZ | 8-cyl V-motor ohv  | 5667 cm³      | 306 hk | Bränsleinsprutning             |
| VZ         | 6-cyl V-motor DOHC | 3565 cm³      | 258 hk | Bränsleinsprutning             |
| VZ         | 8-cyl V-motor ohv  | 5967 cm³      | 354 hk | Bränsleinsprutning             |

## Holden VE/VF (2006-17)
Den fjärde generationen Commodore var den första som utvecklades utan Opels medverkan. Det var även den första Holden på mången god dag som utvecklats lokalt inom företaget. Även den här generationen exporterades och såldes under andra märkesnamn, som Chevrolet Lumina och Chevrolet Omega, samt som Pontiac G8 i USA. Bottenplattan används även till den senaste generationen Chevrolet Camaro. 

### VE
Holden VE introducerades i juli 2006. Pick upen Ute tillkom i augusti året därpå, medan kombiversionen introducerades först i juli 2008. Modellutbudet omfattar fem utrustningsversioner:
- Holden Commodore Omega
- Holden Commodore SV6
- Holden Commodore SS
- Holden Berlina
- Holden Calais

### VF
Holden VF introducerades i februari 2013 och är en uppdaterad version av företrädaren. Det blir den sista Commodore-generationen då General Motors meddelat att produktionen kommer att upphöra under 2017. Modellutbudet har reducerats och omfattar nu fyra utrustningsversioner:
- Holden Commodore Evoke
- Holden Commodore SV6
- Holden Commodore SS
- Holden Calais

### Motor
| Modell | Motor              | Cylindervolym | Effekt     | Bränslesystem      |
| ------ | ------------------ | ------------- | ---------- | ------------------ |
| VE, VF | 6-cyl V-motor DOHC | 2997 cm³      | 252 hk     | Direktinsprutning  |
| VE     | 6-cyl V-motor DOHC | 3565 cm³      | 245-265 hk | Bränsleinsprutning |
| VE, VF | 6-cyl V-motor DOHC | 3565 cm³      | 286 hk     | Direktinsprutning  |
| VE, VF | 8-cyl V-motor ohv  | 5967 cm³      | 367 hk     | Bränsleinsprutning |

## Bilder

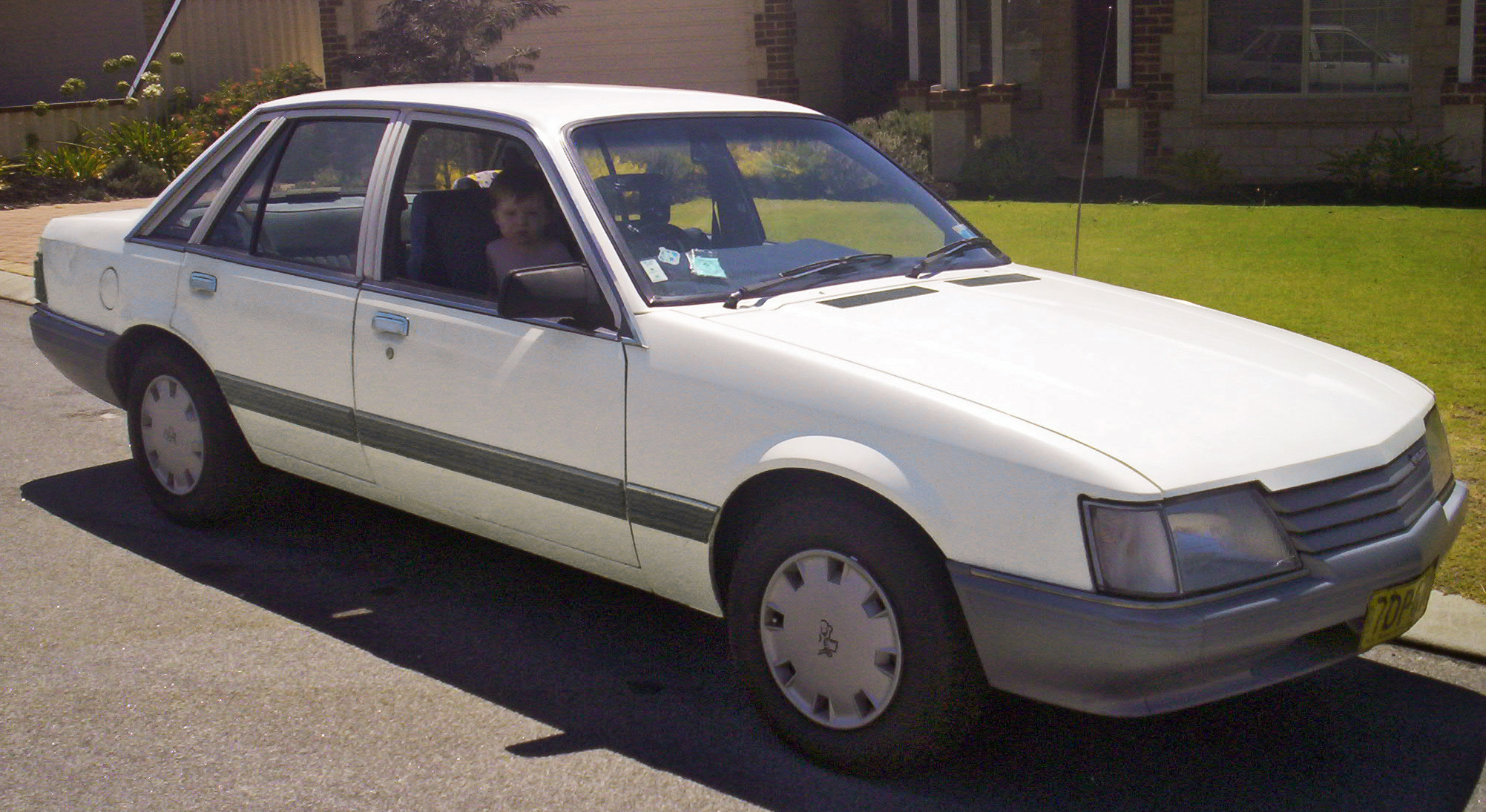
VK Commodore
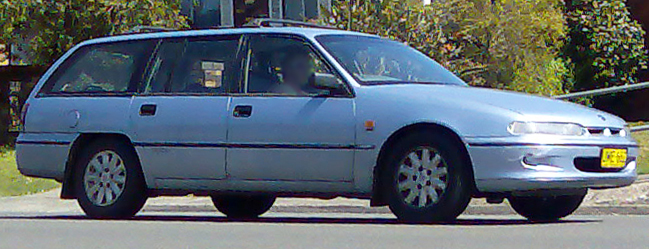
VR Commodore
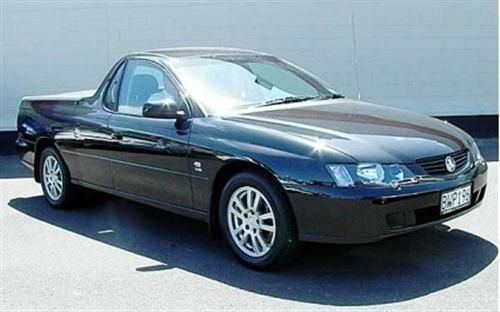
VY Ute